# Власотинце
Власотинце је градско насеље и седиште истоимене општине у Јабланичком округу. Према попису из 2022. било је 14.924 становника.

## Историја

### Пре пада под турску власт
На територији данашњег Власотинца античке реликвије постоје у веома малом броју. Пре него што је Римско царство заузело територију данашње општине није било забележених племена ни насеља на овим просторима, али је било пуно илирских и трачанских у околини. Место није било од превеликог значаја у антици, али су се ствари промениле након првог таласа насељавања Јужних Словена на Балканско полуострво. На ове просторе населили су се Верзити (Брсјаци) (Срби који су се населили северну Албанију, северни део северне Македоније и Косово и Метохију, у Албанији су се концентрисали у и око Скадра) и мањим делом Тимочани (преци данашњих источних Срба). Од њих највероватније долази култура Срба у јужној Србији. Они су преци данашњих Срба на југу, и највероватније су били асимилирани у српску нацију јер су се први Срби на Балкану налазили у данашњој Босни и Херцеговини, западној Србији и Црној Гори. То ипак људе са ових простора генетски не разликује од било којих других Срба, јер сва Јужнословенска племена имају исто порекло. Територија данашњег Власотинца се налазила у близини Цариградског друма, који је био јако важан за привреду. На овим просторима се највероватније налазило погранично насеље које предочи данашњем граду, јер се највећим делом историје баш на овој територији налазила граница између средњовековне Бугарске и Србије, а у једно време и Византије. У дешавањима након битке код Велбужда (1330), ово насеље највероватније губи на значају, јер Србија излази као победник и шири своје границе у правцу Мезије и Епира. У даљем периоду (за време царства) очигледно доминира над Бугарском. Тако остаје све до пада Смедерева 1439.

### Под Османским царством
По турским изворима 1516. године било је културно и пољопривредно седиште. Насеље се помиње под турским називом „Влашотинац” и у саставу је Софијског санџака. (Опширније о овоме у чланку Легенде о настанку Власотинца) У 16. веку има око 600 становника и 66 кућа. 1879. године у Власотинцу је било 519 кућа и око 2626 становника. По закону од 14. маја 1878. године припадало је Власинском срезу. Године 1879. је уместо Власинског створен Власотиначки срез.
Власотинчани су у 19. веку дизали чак 4 буне против Турака.
За варошицу је Указом краља је проглашено 6. фебруара 1879. године. О њему су писали многи путописци и књижевници. Милан Ракић каже:„ Ја сам мислио да је Власотинце село, или, ако не то, а оно каква мала јадна Касабица. Али, како сам се изненадио када сам ушао у варош, која је тако чиста, бела, уљудна и уређена, као да је 30 година под Србијом, била (ради се о опису Власотинца из 1880. године). Овде нема турских зидова него су куће на улици. Куће су лепе и чисте; многе на два боја, изгледају као какве виле…” 
Основна школа Синиша Јанић је основана 1866. године као мушка, постоји 1878. године али због рата не ради. а Основна школа „8. октобар” Власотинце 1971. године.

### Ослобођење од Турака
Власотинчани су били чувени по томе да су пружали велики отпор Турцима. Тако у Власотинцу није саграђена ни једна џамија. Власотинчани се против Турака дижу први пут 1809. године, а последњи пут 1877. Пре него што су српске снаге при протеривању Турака дошле у Власотинце, варош је била слободна. Власотиначки „тојагаши” су већ унапред издејствовали бекство Турака. Жељни да се хвате „европског” шешира уместо турске капе, мештани су чак и одбијали да пију турски чај са образложењем да чај човек пије само кад је болестан.

 Римско царство 29BC–395AD

 Византија 395–634

 Верзити 634BC–843BC
 Прво бугарско царство 843–1004

 Византија 1004–1181

 Краљевина Србија 1181–1346

 Српско царство 1346–1370

 Земља Мрњавчевића 1370-1373

 Држава Дејановића 1373–1396 

 Османско царство 1396–1423 

 Српска деспотовина 1423–1429 

 Османско царство 1429–1443 

 Српска деспотовина 1443–1455 

 Османско царство 1455–1878 

 Кнежевина Србија 1878–1882 

 Краљевина Србија 1882–1915 

 Краљевина Бугарска 1915–1918 

 Краљевина Југославија 1918–1941

 Краљевина Бугарска 1941–1944

 Социјалистичка Федеративна Република Југославија 1945–1991

 Савезна Република Југославија 1992–2003

 Србија и Црна Гора 2003–2006

 Република Србија 2006–данашњица

Краљ Милан је био посебно одушевљен Власотинчанима и боравио је чак 3 пута у њему, тачније прве године ослобођења, за време Српско-бугарског рата, и 1887. када посећује власотиначку цркву. Након ослобођења на територији се формира Власотиначки срез који обухвата данашње градове Власотинце, Грделицу и Црну траву и околна села. Године 1879. извршен је српски попис у Власотинцу. Власотинце је тада седиште истоименог среза, у склопу Нишког округа. Стање у граду било је следеће: 519 кућа, 2.626 душа, писмених (читају и пишу) људи 432 а жена 22. Пореских глава је записано 622.
После ослобођења од Турака многи Власотинчани шаљу своју децу на школовање у европске земље. По повратку са школовања млади људи су у Власотинце доносили напредне идеје.
Изградња железничке пруге Лесковац-Врање 1886. године донела је повремену стагнацију у развоју Власотинца. То доводи до јачања Грделице и Предејана као локалних трговачких центара. Власотинчани се окрећу виноградарству као излазу из заостајања.
Развој текстилне индустрије почиње после 1890. године. Велика потражња за гајтаном навела је трговце да изграде гајтанаре на Власини и њеним притоцима. Први млин изграђен је 1895. године у Власотинцу, а 1912. године је у млин уграђен генератор од 20 kW. Тиме је Власотинце добило прво електрично осветљење.
Истовремено се трговина и занатство развијају. Тако настају нова удружења и еснафи: обућарски еснаф 1883., ковачко-поткивачко-пушкарско-казанџијски еснаф 1884. године, бакалско-трговачки еснаф 1885. године, као и још два еснафа 1894. године. Власотиначки еснаф који окупља занатлије свих профила се ствара 1901. године. Трговачко удружење се оснива 1920.

### Ренесанса између ратова
Између два светска рата Власотинце доживљава ренесансу. Виноградари се удружују у виноградарску задругу. Појављује се први број листа „Власина”, оснива се фудбалски клуб „Власина”, отварају се прве банке. Следи отварање Књижнице и читаонице. Ничу хидроцентрале на Власини и оснива се Соколско друштво.
Културни живот се богати формирањем певачких дружина „Карађорђе” и „Мокрањац”, тамбурашког оркестра Бранка Давинића као и џез бенда „Мароко”. Певачка дружина „Његош” је основана још 1897. Власотиначки културо-уметнички живот се одвијао у Народном дому, садашњем седишту ТВ Власотинце. Објекат у академско-националном стилу је саграђен око 1930. године материјалним средствима Власотиначког еснафа, Соколског друштва, Трговачког удружења, певачке групе „Његош” и Народне књижнице и читаонице. У њему су приређиване разне забаве са игранкама, матинеи и маскенбали.

### Други светски рат
Немци су заузели Власотинце 10. априла 1941. године. Граница између бугарске и немачке окупационе зоне простирала се и кроз власотиначко насеље Манастириште. Током Другог светског рата су на територији и у околини Власотинца деловале разне војне групације: партизани, четници, љотићевци, недићевци, Немци и Бугари. На овим просторима су Бугари учинили разна злодела и покушавали су да наметну бугарски етнички идентитет што им није полазило за руком.
Дана 10. октобра 1944. је Власотинце ослобођено улазом Прве власотиначке бригаде (партизани) у град. Нова историја Власотинца почиње после Другог светског рата.
---
У ноћи 26/27. јуна 1988, набујала Власина је изазвала катастрофалне поплаве - куће више од четвртине Власотинчана су биле под водом.

## Демографија
Порекло најстаријих Власотинчана датира у другој половини и последњој четвртини XVIII века. Од најстаријих породица ту су: Чочићи (из Црне горе), Мрвићи, Пурјаковићи (Пурјаковићи-данашњи Коцићи) Биџићи, Ђелићи, Прикићи, Бојаџије, Бајићи(Бајинци), Ђонићи, Валчићи,Баћинци (данашњи Јанковићи), Бабастојанци, Ћукаловићи, Тевденићи, Сеизовићи, Шушулићи, Каруови (Каруовићи, Хаџиђокини, Митровићи, Пешићи), Давинићи, Динкићи, Даскаловићи, Краинчанићи, Босићи, Бојкови, Горуновићи, Великићи, Куцуловићи, Марићи, Црниловићи, Ђуркићи и други. Валчићи су из Гариња у Грделичкој клисури, Шишавци из Шишаве, Горуновићи из Винарца, Шарићи из Црне Баре, Сабљинци и Видосављевић из Старог Влаха, Диманићи и Давинићи из Буковице код Задра, Шушулићи, Куцуловићи и Буђинци са Косова. Оно што је интересантно јесте да поједини делови вароши носе у народу и даље називе по старим фамилијама - "Пешкина мала", "Ђелинско сокаче", "Бојаџијска мала", Динкићево, Шарићево сокаче", "Шушулинска мала", Ђонинско сокаче.
Такође је занимљиво да и браниште према селу Орашје такође има називе потеса по старим фамилијама:Давинићево браниште, Кулашев Рид, Бабастојанска долина и др.
У периоду између 1878. и 1894. године у Власотинце долазе и настањују се планинци, из Доброг Поља, Гара, Рупља и других места. То су Длакарови, Пузинци, Ноцинци, Газибарци и други.
У насељу Власотинце живи 12.504 пунолетна становника, а просечна старост становништва износи 36,8 година (36,1 код мушкараца и 37,4 код жена). У насељу има 4902 домаћинства, а просечан број чланова по домаћинству је 3,31.
Ово насеље је великим делом насељено Србима (према попису из 2002. године), а у последња три пописа, примећен је пораст у броју становника.
Пореклом је из Власотинца први модерни градоначелник Београда, тачније Влада Илић, који је модернизовао Београда до невиђене мере. Иако су његова обећања деловала поприлично нереално, Влада је успео да испуни већину њих. Градио је мостове, болнице, школе и остале објекте, али је најпознатији по стварању првог зоолошког врта у Београду где од 2009. стоји његова биста. Никада није заборавио родни крај и непрестано је слао новчане донације граду Власотинцу.
|             | |            |
|             | \| Демографија[5] \| Демографија[5] \| Демографија[5] \| \| Година \| Становника \| Становника \| \| -------------- \| -------------- \| -------------- \| \| 1948. \| 4.917 \| \| \| 1953. \| 5.225 \| \| \| 1961. \| 5.932 \| \| \| 1971. \| 8.787 \| \| \| 1981. \| 12.166 \| \| \| 1991. \| 14.552 \| 14.453 \| \| 2002. \| 16.212 \| 16.369 \| \| 2011. \| 15.830 \| \| \| 2022. \| 14.924 \| \| |            |
|             | |            |
| Демографија | |            |
| Година      | Становника | Становника |
| 1948.       | 4.917 |            |
| 1953.       | 5.225 |            |
| 1961.       | 5.932 |            |
| 1971.       | 8.787 |            |
| 1981.       | 12.166 |            |
| 1991.       | 14.552 | 14.453     |
| 2002.       | 16.212 | 16.369     |
| 2011.       | 15.830 |            |
| 2022.       | 14.924 |            |

| \| \| м \| \| \| ж \| \| ? \| 41 \| \| \| 33 \| \| 80+ \| 75 \| \| \| 93 \| \| 75—79 \| 126 \| \| \| 192 \| \| 70—74 \| 227 \| \| \| 322 \| \| 65—69 \| 346 \| \| \| 388 \| \| 60—64 \| 414 \| \| \| 409 \| \| 55—59 \| 374 \| \| \| 393 \| \| 50—54 \| 643 \| \| \| 581 \| \| 45—49 \| 692 \| \| \| 700 \| \| 40—44 \| 642 \| \| \| 586 \| \| 35—39 \| 560 \| \| \| 630 \| \| 30—34 \| 589 \| \| \| 562 \| \| 25—29 \| 605 \| \| \| 609 \| \| 20—24 \| 561 \| \| \| 588 \| \| 15—19 \| 611 \| \| \| 641 \| \| 10—14 \| 591 \| \| \| 551 \| \| 5—9 \| 547 \| \| \| 445 \| \| 0—4 \| 418 \| \| \| 427 \| \| Просек : \| 36,1 \| \| \| 37,4 \| |      |  |  |      |
| |      |  |  |      |
| | м    |  |  | ж    |
| ? | 41   |  |  | 33   |
| 80+ | 75   |  |  | 93   |
| 75—79 | 126  |  |  | 192  |
| 70—74 | 227  |  |  | 322  |
| 65—69 | 346  |  |  | 388  |
| 60—64 | 414  |  |  | 409  |
| 55—59 | 374  |  |  | 393  |
| 50—54 | 643  |  |  | 581  |
| 45—49 | 692  |  |  | 700  |
| 40—44 | 642  |  |  | 586  |
| 35—39 | 560  |  |  | 630  |
| 30—34 | 589  |  |  | 562  |
| 25—29 | 605  |  |  | 609  |
| 20—24 | 561  |  |  | 588  |
| 15—19 | 611  |  |  | 641  |
| 10—14 | 591  |  |  | 551  |
| 5—9 | 547  |  |  | 445  |
| 0—4 | 418  |  |  | 427  |
| Просек : | 36,1 |  |  | 37,4 |

| Пол    | Укупно | Неожењен/Неудата | Ожењен/Удата | Удовац/Удовица | Разведен/Разведена | Непознато |
| ------ | ------ | ---------------- | ------------ | -------------- | ------------------ | --------- |
| Мушки  | 6.506  | 1.779            | 4.400        | 232            | 90                 | 5         |
| Женски | 6.727  | 1.296            | 4.465        | 802            | 151                | 13        |
| УКУПНО | 13.233 | 3.075            | 8.865        | 1.034          | 241                | 18        |

| Година пописа     | 1948. | 1953. | 1961. | 1971. | 1981. | 1991. | 2002. |
| ----------------- | ----- | ----- | ----- | ----- | ----- | ----- | ----- |
| Број домаћинстава | 1.186 | 1.291 | 1.635 | 2.376 | 3.324 | 4.046 | 4.902 |

| Број чланова      | 1   | 2     | 3   | 4     | 5   | 6   | 7  | 8  | 9 | 10 и више | Просек |
| ----------------- | --- | ----- | --- | ----- | --- | --- | -- | -- | - | --------- | ------ |
| Број домаћинстава | 585 | 1.042 | 936 | 1.476 | 480 | 288 | 69 | 18 | 5 | 3         | 3,31   |

| Пол    | Укупно                    | Пољопривреда, лов и шумарство | Рибарство                            | Вађење руде и камена | Прерађивачка индустрија       |
| ------ | ------------------------- | ----------------------------- | ------------------------------------ | -------------------- | ----------------------------- |
| Мушки  | 3.120                     | 126                           | 1                                    | 1                    | 666                           |
| Женски | 1.782                     | 41                            | 0                                    | 0                    | 642                           |
| Укупно | 4.902                     | 167                           | 1                                    | 1                    | 1.308                         |
|        |                           |                               |                                      |                      |                               |
| Пол    | Производња и снабдевање   | Грађевинарство                | Трговина                             | Хотели и ресторани   | Саобраћај, складиштење и везе |
| Мушки  | 67                        | 1.092                         | 323                                  | 69                   | 95                            |
| Женски | 18                        | 70                            | 333                                  | 77                   | 13                            |
| Укупно | 85                        | 1.162                         | 656                                  | 146                  | 108                           |
|        |                           |                               |                                      |                      |                               |
| Пол    | Финансијско посредовање   | Некретнине                    | Државна управа и одбрана             | Образовање           | Здравствени и социјални рад   |
| Мушки  | 14                        | 20                            | 189                                  | 140                  | 81                            |
| Женски | 14                        | 17                            | 78                                   | 161                  | 233                           |
| Укупно | 28                        | 37                            | 267                                  | 301                  | 314                           |
|        |                           |                               |                                      |                      |                               |
| Пол    | Остале услужне активности | Приватна домаћинства          | Екстериторијалне организације и тела | Непознато            | Непознато                     |
| Мушки  | 105                       | 0                             | 0                                    | 131                  | 131                           |
| Женски | 28                        | 0                             | 0                                    | 57                   | 57                            |
| Укупно | 133                       | 0                             | 0                                    | 188                  | 188                           |

| Етнички састав према попису из 2002.‍ | Етнички састав према попису из 2002.‍ | Етнички састав према попису из 2002.‍ | Етнички састав према попису из 2002.‍ | Етнички састав према попису из 2002.‍ |
| ------------------------------------ | ------------------------------------ | ------------------------------------ | ------------------------------------ | ------------------------------------ |
|                                      |                                      |                                      |                                      |                                      |
| Срби                                 | Срби                                 |                                      | 15.894                               | 98,03%                               |
| Роми                                 | Роми                                 |                                      | 213                                  | 1,31%                                |
| Македонци                            | Македонци                            |                                      | 21                                   | 0,12%                                |
| Хрвати                               | Хрвати                               |                                      | 11                                   | 0,06%                                |
| Црногорци                            | Црногорци                            |                                      | 7                                    | 0,04%                                |
| Мађари                               | Мађари                               |                                      | 5                                    | 0,03%                                |
| Бугари                               | Бугари                               |                                      | 4                                    | 0,02%                                |
| Румуни                               | Румуни                               |                                      | 3                                    | 0,01%                                |
| Руси                                 | Руси                                 |                                      | 2                                    | 0,01%                                |
| Словенци                             | Словенци                             |                                      | 1                                    | 0,00%                                |
| Бошњаци                              | Бошњаци                              |                                      | 1                                    | 0,00%                                |
| Југословени                          | Југословени                          |                                      | 1                                    | 0,00%                                |
| непознато                            | непознато                            |                                      | 17                                   | 0,10%                                |

| Етнички састав према попису из 2022.‍ | Етнички састав према попису из 2022.‍ | Етнички састав према попису из 2022.‍ | Етнички састав према попису из 2022.‍ | Етнички састав према попису из 2022.‍ |
| ------------------------------------ | ------------------------------------ | ------------------------------------ | ------------------------------------ | ------------------------------------ |
|                                      |                                      |                                      |                                      |                                      |
| Срби                                 | Срби                                 |                                      | 13.824                               | 92,6%                                |
| Роми                                 | Роми                                 |                                      | 521                                  | 3,5%                                 |
| неизјашњени                          | неизјашњени                          |                                      | 209                                  | 1,4%                                 |
| непознато                            | непознато                            |                                      | 308                                  | 2,1%                                 |

### Религија
У Власотинцу се налази Црква Сошествија Светог Духа.
- Црква Свете Тројице (Сошествија Светог Духа) у Власотинцу
- Црква Свете Тројице (Сошествија Светог Духа) у Власотинцу

## Култура

### Народна библиотека „Десанка Максимовић”
Народна библиотека Десанка Максимовић Власотинце смештена је на две локације у самом центру града, тачније у Валчићевој палати и Гигиној кући. До пре неколико година је у власништву библиотеке била данас зграда СНС-а у Власотинцу. Настала је из Народне књижнице и читаонице која је основана 1912. године. Библиотека располаже фондом од близу 65 000 публикација и има око 2000 чланова. Библиотека је место где се одржавају различити културни догађаји, песничке вечери, предавања, рецитали. Већина догађаја одржавају се у Гигиној кући.

### Историја фотографије
У Власотинцу је прва фотографија снимљена 1851. године. Међу првима који су били свесни историјске вредности фотографије био је Христифор Црниловић (8. фебруар 1886 – 5. јул 1963), сликар, студент минхенске ликовне академије. Он се бавио фотографијом од 1909. године. Црниловић је најпре фотографисао чланове своје породице, а 1919. године почео је да фотографише житеље Власотинца, старе зграде, панораму Власотинца, ентеријере, разна друштвена окупљања у Власотинцу, као и етнографске детаље.
Први фотографи у Власотинцу
Први фотограф који је овековечио Власотинце на фотографији 1851. године, није био Власотинчанин. Он се звао Алекси Алкалај и дошао је у Власотинце из Софије. У Власотинцу је остао до 1899. године. Други фотограф био је Алекса З. Даскаловић (1879—1961). Он је својим фотографијама овековечио лепоту Власотинца и реке Власине. Поред Алексе З. Даскаловића, један од првих фотографа био је и Милан К. Стојановић (1878—1956), који се за фотографа школовао у Будимпешти. Његове ратне фотографије нимало се нису разликовале од фотографија иностраних ратних фотографа тог времена. Затим, међу првим фотографима у Власотинцу били су и Јован Т. Мирковић (1912—1979), Перица Мирковић, Милорад Петровић Белић (1919—1997), Петар Живковић Лишко, Страшко Богдановић.

### Обичаји: Народна кола и весеља, традиција вина и Вински бал
Свако весеље у породици, селима, завршавало се народним колом. Народна кола, тада звана ора, су била посебан ритуал на весељима; чачак-стари и нови, власинка, бела рада, заврзлама, дрдавка, у шест, бугарка, жикино коло, моравац. Некада се на свадбама, испраћајима у војску, крацајима, пресељења у нову кућу, вашарима и саборима на верским празницима, играло и певало уз музичке инструменте: дудук, гајде, тупан, фрулу (дудуче), хармонику и плех музику са трубачима.
Сви печалбари, и момци и ожењени, су долазили кући како би се провеселили играјући народно коло уз музику. Коло је било место окупљања младих и старих да се гледају међу собом, да се шале, упознају, па и заволе.
Свако село, сваки део села, имало је своје место за вођење кола (ора). Нико није смео да напусти или прекине коло. Дешавало се да је код заузимања места и музике, често избијала и међусобна туча између момака, како око вођења кола тако и због девојака које се ухвате да играју до коловође-момка.
И данас се у селу Преданце и другим планинским селима власотиначког краја, може чути народна изрека око вођења кола: „Баба давала банку да се ухвати, а две да се пусти из кола”. Мирослав Младеновић, локални етнолог из Власотинца, је као момак негде седамдесетих година, присуствовао догађајима када се на Петровдан у селу Лопушња, Трновци у Свођу, Свети Илији на Чобанцу, Светог Јована (Седми Јули) у Златићеву, Првом Мају у Дејану и другим саборима, играла сва народна кола и како се нико није смео пустити из кола кад се ухвати у њега, јер је после тога обавезна била туча.
Локални становници такмичили су се чије ће коло бити веће, боље и међу собом и међу селима. У колу је био најглавнији онај на челу, коловођа, а на зачељу (на „кец”) момак који је био задужен да се коло не кида. Онај ко је прекидао коло више није био пуштан да игра, па зато нико није смео да се пусти док се коло не изигра.
Господин Младеновић је забележио од старијих људи, негде седамдесетих година двадесетог века, да су се пре Првог светског рата, играла народна кола и у самом Власотинцу, код „Крста” за време вашара летњег Горешњака и јесењег Пејчиндана и Крстовдана, где су биле опасне туче међу играча коловођа око девојака из различитих села. Чак су „севали” и ножеви.
Играла се кола на саборима на верским празницима око цркве крушевачке и конопничке, у селима Крушевица и Конопница, нарочито у време летњих и јесењих вашара.
Данас, по причама старијих, млади људи не обраћају томе пажњу као да нема сеоских сабора и вашарских окупљања уз народно коло. Сви који су одрасли уз (ора) кола, често се жале што млади нису прихватали њихове народне игре. Ипак, последњих година, народ се поново окреће традицији. Игра уз народно коло, нарочито на свадбеним и другим породичним весељима, а све је више и фолклорних група по школама, које негују народне игре уз народна кола из власотиначког краја.
Локални земљорадници су уочили да на територији Власотинца посебно добро успева грожђе и искористили су прилику да крену са производњом вина. Вино је и дан данас јако популарно у Власотинцу, и у здравици, за разлику од осталих крајева у Србији где се најчешће користи ракија, није реткост наздравити чашом вина. Као највећи производни центар овог алкохолног пића на југу, али и видевши да серијски извоз вина из Власотинца полако стагнира, Власотинчани су морали да сачувају традицију свог родног краја. Томе у част почела је организација фестивала "Вински бал", који је и дан данас једна од највећих манифестација на подручју јужне Србије. Грожђе је постало стандардни симбол у администрацији, а оно се појављује и на логоу локалне телевизије (ТВ Власотинце). На винском балу су тезге вина распоређене широм Нешићевог кеја, а на посетиоцима остаје да купе производ и да га оцене. Касније се проглашава најбоље вино и бира најлепша мисица бала. Овај фестивал су овековечили многи познати естрадни уметници као што су Тропико бенд, Алекса Јелић, Драгана Мирковић, Галија и још многи други. У Власотинцу се налази и седиште културне организације винског витешког реда Симеон, једног од најзначајнијих у Србији.
Власотинчани се чешће и називају Росуљци. Разлог за то је биљка Росуља (лат. drosera rotundifolia L), која расте на пространствима околине Власотинца. Drosos је грчка реч и значи роса. Међутим, појам Росуљци може означавати и регионалну припадност, јер Росуљци такође могу бити и становници Росуље, највеће подрегије Власотинца, па се термин Росуљци углавном користи као регионална одредница.
- Споменик палим борцима за слободу у ратовима 1809—1918
- Народни дом, данас седиште ТВ Власотинце
- Завичајни музеј у центру Власотинца
- Споменик револуције
- Вински бал
- Млин Власотинце, један од најстаријих у Србији, изграђен 1895. године

## Образовање
Школа је нарочито добро радила (пре 1878) док је у њој предавао учитељ Атанасије Здравковић, образован у Београду. То је била четвороразредна мушка школа, смештена у црквеној кући. Издржавали су је општина (од добровољних прилога) и црква. Када су Турци забранили рад Здравковићу, остала је троразредна настава са два учитеља. Једна учитељска плата износила је 3000 гроша. Школска зграда је 1880. године била са четири велике собе учионице и толико мањих просторија. Школу су похађали дечаци њих до 200. Основна школа у месту је 1931. године понела назив „Свети Сава”.
У Власотинцу се налазе основне и средње школе. Године 2015. је отворено и Одељење Високе пословне школе струковних студија Проф. др Радомир Бојковић из Крушевца. Овде се налази Гимназија „Стеван Јаковљевић” у Власотинцу.

## Манастириште
Манастириште је насеље Власотинца. Смештено је на реци Власини, између брда Бели камен и Брезовице. Име је добило по манастиру који се на овом простору налазио у време средњовековне Србије.

### Предање о Манастиришту
Манастириште се спомиње као дербенџијско село у времену под Турцима. На простору данашњег Манастиришта је у средњовековно доба, у време Стефана Немање, постојао манастир са школом, посвећен Преносу моштију Св. Николе код ушћа потока Брезовице (у народу манастирски поток) у Власину, за који се сматра да је најстарија богомоља у околини Власотинца. Верује се да су манастир срушили Турци, вероватно у 17. веку, а да су остатке манастира пребацили у Ћустендил. По предању у манастиру су живела три брата монаха: Душан, Угљеша и Стајко. Душана и Угљешу су мучки убили Турци, а Стајко је побегао и основао оближње село Стајковце. Старо село се помиње 1516. године без житеља и 1526. године, када броји 5 домаћинства. Сматра се да су први становници Срби били принудно доведени да као предстражарске јединице (дербенџије) обезбеђују слободан пролаз турским караванима поред реке Власине у кланцима планине Буковик, све до Цариграда. Таква насеља оснивана су само са хришћанским становништвом, а било је и насилног насељавања. Поред Манастиришта у крају таква села су била: Добро Поље, Дарковце, Црна Трава, Брод, Јабуковик, Свође, Горњи Орах и друга села на власинској области и знепољској висоравни.
Пошто је био тежак живот раје под Турцима у тим насељима, онда су се људи тада одметали у хајдуке. Турци дербенџијска насеља напуштају крајем 18. века, а улогу њихову су преузели плаћеници.
У Манастиришту се од 21. маја 1991. сваке године слави празник Преноса Моштију Св. Николе. Сваке године домаћин, који се претходно добровољно пријавио, спрема славу и празник се обележава код крста у Манастиришту, који је подигнут на дан прве славе 1991. године.
У месту постоје само неколико породица староседелаца, а већи део чине досељеници из Власотиначке и Црнотравске општине. Насељавање је запажено након Другог светског рата. Најбројнији досељеници су из Крушевице, Златићева, Равног Дела,
Брезовице, Горњег Дејана, Горњег Гара, Дарковца, Јабуковика итд.

### ФК МСК
У месту је 1954. године основан фудбалски клуб „МСК” (Манастирски спортски клуб). Утакмице су се играле на стадиону „Јаз” покрај реке Власине, који је добио име по купалишту у близини, којег је поплава разорила 1988. године. После још једне велике поплаве 2007. године стадион „Јаз” је уништен, и после тога ФК „МСК” је престао са радом.

## Галерија
- Лева и десна обала Власотинца, панорама са Старог гробља
- Десна обала Власотинца, панорама са Старог гробља
- Центар Власотинца, зграда Општине
- Зграда полиције у центру Власотинца
- Росуља (лат. drosera rotundifolia L)
- Северно Власотинце (Панорама)
- Крст
- Власотинце - сателитски снимак
- Панорама Власотинца